# Čukljenik (Leskovac)
Čukljenik je naselje u gradu Leskovcu, Jablanički upravni okrug, Srbija. Prema popisu iz 2022. godine u Čukljeniku je živjelo 440 stanovnikа. Ovdje se nalazi manastir Čukljenik.